# Stay with Me (chanson de Sam Smith)
Pour les articles homonymes, voir Stay with Me.
Singles de Sam Smith
Money on My Mind
(2014) I'm Not the Only One
(2014)
Stay with Me est une chanson du chanteur anglais Sam Smith, présente sur son premier album In the Lonely Hour (2014).
Elle est sortie comme single au Royaume-Uni, en téléchargement le 18 mai 2014. La chanson a été écrite par Sam Smith, Jimmy Napier, William Phillips, Jeff Lynne et Tom Petty. Ces deux derniers furent rajoutés après que Tom Petty et Jeff Lynne aient porté plainte. En effet, la mélodie du morceau "I Wont Back Down" ressemble à celle de "Stay With Me". 
La chanson est, en janvier 2015, la chanson de Sam Smith ayant eu le plus de succès avec de nombreuses premières places à des hit-parades nationaux comme l'UK Singles Chart.
En décembre 2014, Stay with Me (dans une version de Darkchild) est nommée dans plusieurs catégories à la 57e cérémonie des Grammy Awards. En décembre 2014, la chanson s'est vendue à plus de six millions d'exemplaires à travers le monde.
En septembre 2019, le clip vidéo atteint le milliard de visionnages sur YouTube.